# جيل ميناج
جيل ميناج (بالفرنسية: Gilles Ménage)‏ ‏(15 أغسطس 1613- 23 يوليو 1692) عالم نحوي ومؤرح وكاتب فرنسي.

## وصلات خارجية
- جيل ميناج على موقع الموسوعة البريطانية (الإنجليزية)